# Gui Santos
Guilherme Carvalho dos Santos (ur. 22 czerwca 2002 w Brasílii) – brazylijski koszykarz, reprezentant kraju, występujący na pozycjach rzucającego obrońcy lub niskiego skrzydłowego, obecnie zawodnik Golden State Warriors.
W 2022 i 2023 reprezentował Golden State Warriors podczas rozgrywek letniej ligi NBA w Las Vegas, San Francisco i Sacramento.

## Osiągnięcia
Stan na 22 grudnia 2023, na podstawie, o ile nie zaznaczono inaczej.
Indywidualne
- Najlepszy rezerwowy brazylijskiej ligi NBB (2022)
- Uczestnik meczu gwiazd G-League – NBA G League Next Up Game (2023)

### Reprezentacja
Seniorska
- Uczestnik:
  - mistrzostw świata (2023 – 11. miejsce)
  - amerykańskich kwalifikacji do mistrzostw świata (2021 – 7. miejsce)
  - kwalifikacji do mistrzostw Ameryki (2021)

Młodzieżowa
- Mistrz Ameryki Południowej U–17 (2019)